# Wotton-under-Edge
Wotton-under-Edge är en stad och en civil parish i Stroud i Gloucestershire i England. Orten har 5 627 invånare (2011). Staden nämndes i Domedagsboken (Domesday Book) år 1086, och kallades då Vatune.